# Seghiște, Bihor
Seghiște este un sat în comuna Lunca din județul Bihor, Crișana, România.

## Istoric
Satul este atestat documentar din anul 1503 sub numele Segesfalva (Presbyter valachalis de Segesfalva). 

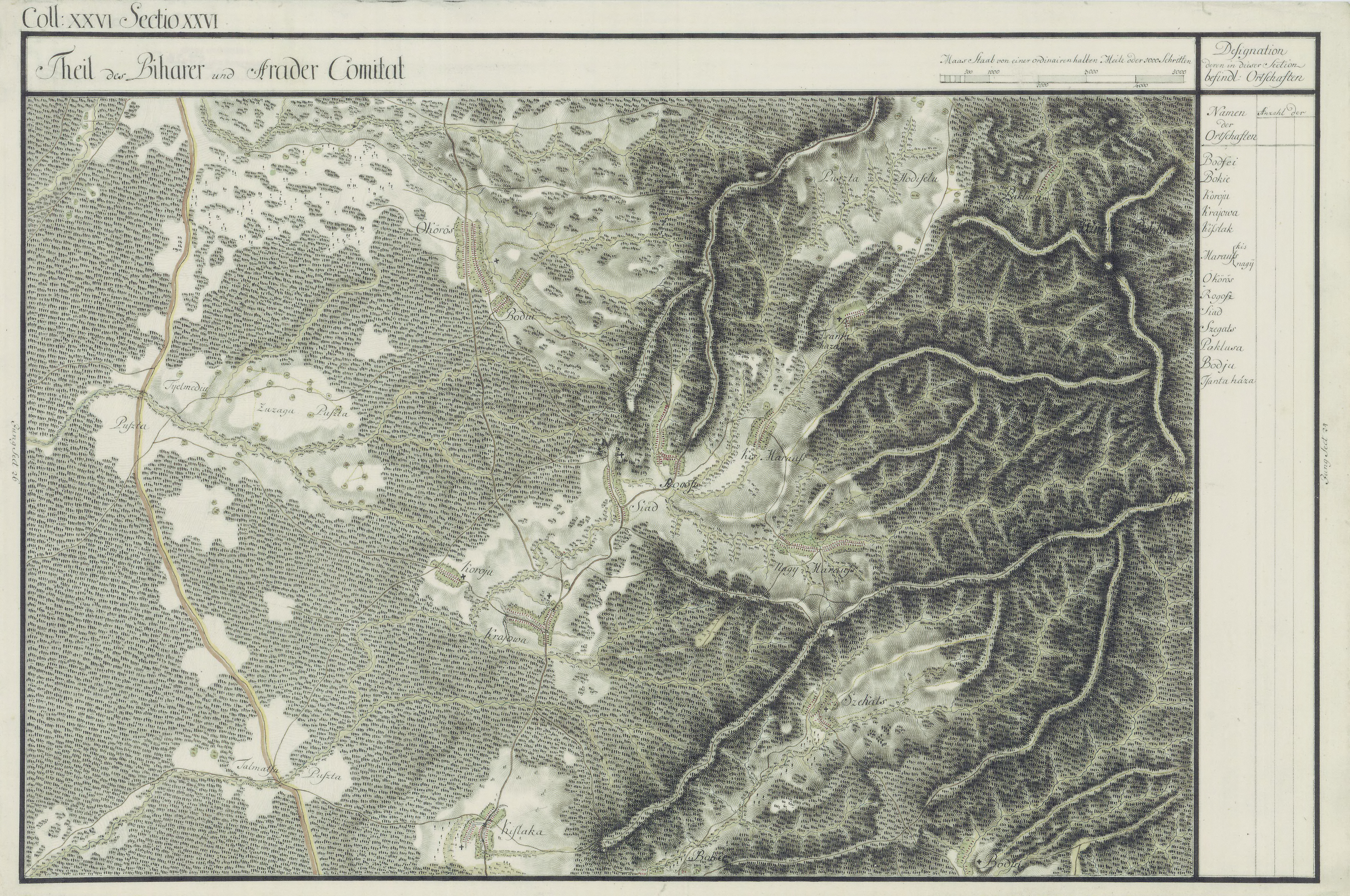
Seghiște în Harta Iozefină a Comitatului Arad, 1782-85

 În  anul  1503, în Şeghişte  a  păstorit  preotul  Dan,  care  a  fost   şi   protopopul    preoţilor   români    din    ţinutul   Beiuşului
Ultima biserică din Seghiște, pe baza materialului arheologic (ceramică smălțuită, ceramică caolinică pictată cu motive vegetale de culoare maro, o monedă de un crăițar din anul 1762) este datată  în prima jumătate a secolului al XVIII-lea, și avea temelia din bolovani de carieră și de râu, elevația fiind din lemn. Sub biserica aceasta, există o temelie din bolovani de râu ceea ce sugerează o biserică mai veche unde probabil slujea în anul 1503 protopopul Dan.  Biserica lui Dan, a cărei dimensiuni nu au putut fi stabilite, data probabil din finalul secolului al XV-lea